# Saint-Christophe-sur-Condé
Saint-Christophe-sur-Condé è un comune francese di 402 abitanti situato nel dipartimento dell'Eure nella regione della Normandia.

## Società

### Evoluzione demografica
Abitanti censiti